# Shahid Dastgerdistadion
Het Shahid Dastgerdistadion (Perzisch: ورزشگاه شهيد دستگردی) is een multifunctioneel stadion in Teheran, de hoofdstad van Iran. Het stond ook bekend als PAS Teheran Stadion, vanwege de voetbalclub PAS Tehran FC, die gebruik maakte van dit stadion. Op dit moment maakt Saipa FC gebruik van dit stadion. In het stadion is plaats voor 8.250 toeschouwers en werd geopend in 2002.

## Toernooien
Op 28 augustus 2005 was hier de Iraanse Supercup tussen Foolad FC en Saba Qom F.C., de wedstrijd eindigde in een 4–0 overwinning voor Saba Qom. In 2012 was dit een van de stadions waar het Aziatisch kampioenschap voetbal onder 17 werd gehouden, samen met het Rah Ahan Stadion. Het toernooi werd van 21 september tot en met 6 oktober 2012 in Iran gehouden. In dit stadion waren 6 groepswedstrijden, de kwartfinales tussen Iran en Koeweit (3–1) en Zuid-Korea en Oezbekistan (1–1), de halve finale tussen Iran en Oezbekistan (2–3). Ook de finale was in dit stadion, tussen Oezbekistan en Japen, deze wedstrijd eindigde in 1–1 waardoor uiteindelijk na strafschoppen Oezbekistan kampioen werd.